# 444 Gyptis
444 Gyptis eller 1899 EL är en stor asteroid i huvudbältet, som upptäcktes 31 mars 1899 av den franske astronomen Jérôme Eugène Coggia. Den är uppkallad efter Gyptis, fru till Protis grundare av staden Marseille.
Asteroiden har en diameter på ungefär 159 kilometer.